# Miltochrista rosistriata
Miltochrista rosistriata là một loài bướm đêm thuộc phân họ Arctiinae, họ Erebidae.